# Michiel Varga
Michiel Varga (Hoensbroek, 29 april 1962) is een Nederlandse acteur.

## Biografie
Hij studeerde theaterwetenschappen aan de Universiteit van Amsterdam. Varga was te zien bij diverse toneelgezelschappen, waaronder Toneelgroep Amsterdam, het Ro Theater, De Trust en Kees & Co. In 2018 speelde hij op De Parade met de voorstelling Macbethical.
Verder is hij regelmatig op televisie te zien bij programma's zoals Unit 13 (1996-1997), Komt een man bij de dokter (2012-2024) en Goede tijden, slechte tijden (1998-2010).
Hij is ook een docent drama.